# Choroby neurogenetyczne
Choroby neurogenetyczne – jednostki chorobowe, które charakteryzują się udziałem czynników genetycznych w zaburzeniach formowania lub funkcjonowania układu nerwowego.
Choroby neurogenetyczne należą do zaburzeń wywoływanych przez zaburzenia w jednym lub więcej genów kodujących białka neuroektodermy i jej pochodnych. Od lat 80. XX wieku kiedy zidentyfikowano pierwsze geny, wiele z nich okazało się mieć swój udział w chorobach układu nerwowego. Opis zmian genetycznych, a przede wszystkim poznanie większej ich liczby, bardzo skomplikowało klasyfikację genetycznych zaburzeń dziedziczonych – genetycznie heterogenicznych chorób, które cechuje różnorodność fenotypów klinicznych, elektrofizjologicznych i patologicznych. W wyniku poznania nowych mutacji opisano nowe choroby neurogenetyczne. Obecnie uważa się również, że zaburzenia mózgu reprezentują nawet do 60-70% wszystkich zaburzeń genetycznych w klinicznej neurologii dziecięcej. 
Typowym przykładem obrazującym złożoność problemu chorób neurogenetycznych jest choroba Charcota-Mariego-Tootha (dziedziczne neuropatie ruchowo-czuciowe) – najczęstsze dziedziczone zaburzenie obwodowego układu nerwowego (występujące 1/1214), charakteryzujące się udziałem ponad 70 genów i bardzo różnorodnym zestawem fenotypów, przez co system klasyfikacji poszczególnych chorób stał się niezwykle skomplikowany, a jego zrozumienie sprawia trudności nawet ekspertom w tej dziedzinie.
Pod względem klinicznym jest to bardzo zróżnicowana grupa chorób o charakterze neurologicznym. Wszystkie choroby mają charakter przewlekły, ale różny czas ujawniania się. 
Obecnie uważa się, że rozwój neuronów, funkcjonowanie mózgu i zachowanie są zakodowane na poziomie genów, ale dziedziczenie większości fenotypów neuronalnych jest poligenowe i bardzo złożone. Także środowisko ma ogromny wpływ na mózg i zachowanie poprzez zależne od aktywności modyfikacje synaps i szlaków neuronalnych, a także poprzez epigenetyczne modyfikacje DNA i chromatyny. Zmiany genetyczne i epigenetyczne w neuronach mogą w mocno zaburzyć rozwój, funkcjonowanie i plastyczność mózgu, co może prowadzić do zaburzeń neurologicznych i psychicznych.

## Neurologia

### Neurologia dzieci i młodzieży
- Zaburzenia neurorozwojowe
- Choroby neurometaboliczne
- Choroby nerwowomięśniowe
- Postępujące dziecięce choroby neurodegeneracyjne
- Choroby neurologiczne wieku dziecięcego o podłożu poligenowym

### Neurologia dorosłych
- Postępujące choroby neurodegeneracyjne wieku późnego
- Postępujące choroby nerwowomięśniowe
- Choroby neurologiczne o podłożu poligenowym

## Klasyfikacja ze względu na miejsce ekspresji genu
Typ I  –  wynik zaburzenia prawidłowej ekspresji genu w neuroektodermie (choroby zwyrodnieniowe, choroby nerwowo-mięśniowe, zaburzenia rozwojowe mózgu)
Typ II  – charakter neurologiczny choroby jest powodowany pośrednio przez defekt genu, który nie ulega ekspresji w tkance nerwowej (choroby metaboliczne, fakomatozy; dysplazje kostne z objawami neurologicznymi)

## Podłoże genetyczne
- choroby jednogenowe o dziedziczeniu mendlowskim
- zaburzenia chromosomowe

- choroby mitochondrialne

- choroby poligenowe

- choroby wieloczynnikowe

- choroby o nieznanej etiologii

## Choroby neurogenetyczne
- padaczka

- niepełnosprawność intelektualna

- zaburzenia rozwojowe ośrodkowego układu nerwowego

- dystrofie mięśniowe

- miopatie metaboliczne

- zaniki mięśniowe pochodzenia rdzeniowego

- dziedziczne choroby z zaburzeniami ruchowymi (movement disorders)

- demencja (otępienie)

- zaburzenia zachowania (autyzm, depresja, ADHD)

- choroby dysmielinizacyjne

- choroby demielinizacyjne

- choroby mitochondrialne